# J-T51
J-T51(ジェイ ティー ゴーイチ)は、東芝が製造し、J-フォン（現・ソフトバンク）が販売していたPDC通信方式の携帯電話端末である。

## 特徴
出典: (1)
同社としては初となるムービー写メール対応端末で、標準セットにはJ-T06に引き続き外付けのフラッシュライトが同梱されている。ちなみに、同梱のフラッシュライトはJ-T06に比べ約2⁄3程度薄型化されている。
また、動画撮影に関してはムービー写メール用の80×60ドット・5秒の他に120×88ドット・最大10秒の撮影が可能である。ただし、このサイズで撮影した場合、他の端末にムービー写メールとしてメールに添付して送信する事ができない。